# Chrysops mlokosiewiczi
Chrysops mlokosiewiczi är en tvåvingeart som beskrevs av Jacques-Marie-Frangile Bigot 1880. Chrysops mlokosiewiczi ingår i släktet Chrysops och familjen bromsar. Inga underarter finns listade i Catalogue of Life.